# Autocura
Autocura, é uma fase aplicada, ao processo de recuperação, em geral, de distúrbios psicológicos, traumas, e outros, motivado e dirigido pelo paciente, muitas vezes guiados apenas pelo instinto. Tal processo, encontra sortes distintas, devido à sua natureza amadora, embora a auto-motivação é um trunfo importante. O valor da auto-cura, reside na sua capacidade de ser adaptado à experiência, e requisitos únicos, de cada indivíduo. O processo pode ser ajudado, e acelerou com as técnicas de introspecção, tais como meditação.
Por outro lado a auto cura refere-se à autoajuda, no qual o indivíduo é capaz de resolver os seus problemas interiores (do foro psicológico) sem necessitar de ajuda externa 3 médicos.
A auto cura é uma técnica de aprendizagem sistemática em que o indivíduo se cultiva com o seu ser, de forma a perceber o seu corpo e a mente, assim como algumas terapias comportamentais.